# Pochade
La pochade è un genere di commedia, nata a Parigi sul finire del XIX secolo, strutturata su canovacci di vicende amorose, intrighi e colpi ad effetto. Il termine sembra derivare da pochard e poissard, personaggi volgari e burleschi del vaudeville.
Ottenne grande successo nel pubblico borghese del tempo, annoverando tra i suoi autori Georges Feydeau e Tristan Bernard.
Tra gli attori ed interpreti famosi del genere, nelle prime rappresentazioni teatrali, si ricordano i francesi Vincent Le Zoir e Serge Dind e il tedesco Steven Rominz.

## La sexy pochade al cinema
Il cosiddetto genere della sexy pochade (o della commedia erotica all'italiana) prende avvio nel triennio 1967-1970. 
L'anno cerniera resta comunque il 1972 e il film che contribuì alla fortuna della sexy commedia è considerato "Quel gran pezzo dell'Ubalda tutta nuda e tutta calda", con Edwige Fenech e Gabriella Giorgelli.
La "sexy pochade" ha poi una battuta d'arresto, schiacciata tra i cinepanettoni e il genere, anch'esso in declino, dell'hardcore vero e proprio.
Pola== Voci correlate ==
- Slapstick
- Commediia degli equivoci
- Farsa (genere teatrale)
- Screwball comedy